# Grande Prêmio da Malásia de 2019 (MotoGP)
O Grande Prêmio da MotoGP da Malásia de 2019 ocorreu em 03 de novembro.

## Resultados

### Classificação MotoGP
| Pos | Piloto            | Equipe                       | Moto    | Tempo     | Pontos |
| --- | ----------------- | ---------------------------- | ------- | --------- | ------ |
| 1   | Maverick Viñales  | Monster Energy Yamaha MotoGP | Yamaha  | 40'14.632 | 25     |
| 2   | Marc Marquez      | Repsol Honda Team            | Honda   | +3.059    | 20     |
| 3   | Andrea Dovizioso  | Ducati Team                  | Ducati  | +5.611    | 16     |
| 4   | Valentino Rossi   | Monster Energy Yamaha MotoGP | Yamaha  | +5.965    | 13     |
| 5   | Alex Rins         | Team SUZUKI ECSTAR           | Suzuki  | +6.350    | 11     |
| 6   | Franco Morbidelli | Petronas Yamaha SRT          | Yamaha  | +9.993    | 10     |
| 7   | Fabio Quartararo  | Petronas Yamaha SRT          | Yamaha  | +12.864   | 9      |
| 8   | Jack Miller       | Pramac Racing                | Ducati  | +17.252   | 8      |
| 9   | Danilo Petrucci   | Ducati Team                  | Ducati  | +19.773   | 7      |
| 10  | Joan Mir          | Team SUZUKI ECSTAR           | Suzuki  | +22.854   | 6      |
| 11  | Pol Espargaro     | Red Bull KTM Factory Racing  | KTM     | +24.821   | 5      |
| 12  | Francesco Bagnaia | Pramac Racing                | Ducati  | +30.251   | 4      |
| 13  | Aleix Espargaro   | Aprilia Racing Team Gresini  | Aprilia | +30.447   | 3      |
| 14  | Jorge Lorenzo     | Repsol Honda Team            | Honda   | +34.215   | 2      |
| 15  | Mika Kallio       | Red Bull KTM Factory Racing  | KTM     | +34.461   | 1      |
| 16  | Hafizh Syahrin    | Red Bull KTM Tech 3          | KTM     | +44.319   | 0      |
| 17  | Karel Abraham     | Reale Avintia Racing         | Ducati  | +47.343   | 0      |

### Classificação Moto2
| Pos | Piloto              | Equipe                      | Moto      | Tempo     | Pontos |
| --- | ------------------- | --------------------------- | --------- | --------- | ------ |
| 1   | Brad Binder         | Red Bull KTM Ajo            | KTM       | 38'07.843 | 25     |
| 2   | Alex Marquez        | EG 0,0 Marc VDS             | Kalex     | +0.758    | 20     |
| 3   | Thomas Luthi        | Dynavolt Intact GP          | Kalex     | +2.683    | 16     |
| 4   | Xavi Vierge         | EG 0,0 Marc VDS             | Kalex     | +6.646    | 13     |
| 5   | Jorge Navarro       | Beta Tools Speed Up         | Speed Up  | +7.114    | 11     |
| 6   | Iker Lecuona        | American Racing KTM         | KTM       | +8.582    | 10     |
| 7   | Lorenzo Baldassarri | FLEXBOX HP 40               | Kalex     | +9.232    | 9      |
| 8   | Tetsuta Nagashima   | ONEXOX TKKR SAG Team        | Kalex     | +10.180   | 8      |
| 9   | Marcel Schrotter    | Dynavolt Intact GP          | Kalex     | +10.807   | 7      |
| 10  | Luca Marini         | SKY Racing Team VR46        | Kalex     | +14.585   | 6      |
| 11  | Augusto Fernandez   | FLEXBOX HP 40               | Kalex     | +16.521   | 5      |
| 12  | Nicolo Bulega       | SKY Racing Team VR46        | Kalex     | +22.333   | 4      |
| 13  | Mattia Pasini       | Tasca Racing Scuderia Moto2 | Kalex     | +23.326   | 3      |
| 14  | Remy Gardner        | ONEXOX TKKR SAG Team        | Kalex     | +23.810   | 2      |
| 15  | Dominique Aegerter  | MV Agusta Temporary Forward | MV Agusta | +24.002   | 1      |
| 16  | Andrea Locatelli    | Italtrans Racing Team       | Kalex     | +24.055   | 0      |
| 17  | Jake Dixon          | Gaviota Angel Nieto Team    | KTM       | +27.663   | 0      |
| 18  | Dimas Ekky Pratama  | IDEMITSU Honda Team Asia    | Kalex     | +29.455   | 0      |
| 19  | Joe Roberts         | American Racing KTM         | KTM       | +30.896   | 0      |
| 20  | Jesko Raffin        | NTS RW Racing GP            | NTS       | +37.044   | 0      |
| 21  | Philipp Oettl       | Red Bull KTM Tech 3         | KTM       | +50.548   | 0      |
| 22  | Lukas Tulovic       | Kiefer Racing               | KTM       | +54.921   | 0      |
| 23  | Xavi Cardelus       | Gaviota Angel Nieto Team    | KTM       | +1'00.678 | 0      |
| 24  | Enea Bastianini     | Italtrans Racing Team       | Kalex     | 1 volta   | 0      |

### Classificação Moto3
| Pos | Piloto              | Equipe                      | Moto  | Tempo     | Pontos |
| --- | ------------------- | --------------------------- | ----- | --------- | ------ |
| 1   | Lorenzo Dalla Porta | Leopard Racing              | Honda | 38'01.355 | 25     |
| 2   | Sergio García       | Estrella Galicia 0,0        | Honda | +0.410    | 20     |
| 3   | Jaume Masia         | Mugen Race                  | KTM   | +0.803    | 16     |
| 4   | Ai Ogura            | Honda Team Asia             | Honda | +0.885    | 13     |
| 5   | Celestino Vietti    | SKY Racing Team VR46        | KTM   | +0.902    | 11     |
| 6   | Marcos Ramirez      | Leopard Racing              | Honda | +1.095    | 10     |
| 7   | John Mcphee         | Petronas Sprinta Racing     | Honda | +1.342    | 9      |
| 8   | Aron Canet          | Sterilgarda Max Racing Team | KTM   | +2.253    | 8      |
| 9   | Tony Arbolino       | VNE Snipers                 | Honda | +3.035    | 7      |
| 10  | Niccolò Antonelli   | SIC58 Squadra Corse         | Honda | +7.726    | 6      |
| 11  | Romano Fenati       | VNE Snipers                 | Honda | +8.008    | 5      |
| 12  | Albert Arenas       | Gaviota Angel Nieto Team    | KTM   | +10.521   | 4      |
| 13  | Filip Salac         | Redox PruestelGP            | KTM   | +15.542   | 3      |
| 14  | Raul Fernandez      | Gaviota Angel Nieto Team    | KTM   | +15.873   | 2      |
| 15  | Riccardo Rossi      | Kömmerling Gresini Moto3    | Honda | +15.950   | 1      |
| 16  | Makar Yurchenko     | BOE Skull Rider Mugen Race  | KTM   | +16.064   | 0      |
| 17  | Jakub Kornfeil      | Redox PruestelGP            | KTM   | +16.497   | 0      |
| 18  | Kazuki Masaki       | BOE Skull Rider Mugen Race  | KTM   | +16.567   | 0      |
| 19  | Dennis Foggia       | SKY Racing Team VR46        | KTM   | +24.161   | 0      |
| 20  | Can Oncu            | Red Bull KTM Ajo            | KTM   | +29.330   | 0      |
| 21  | Tom Booth-amos      | CIP Green Power             | KTM   | +1'22.202 | 0      |